# Vladimir Durković
Vladimir Durković (* 6. November 1938 in Đakovica, Königreich Jugoslawien, heute Kosovo; † 22. Juni 1972 in Sion, Schweiz) war ein jugoslawischer Fußballspieler, der als Aktiver von FK Roter Stern Belgrad und AS Saint-Étienne acht Meistertitel und fünf Pokalerfolge errungen hat.

## Laufbahn

### Vereine, 1955 bis 1972
Durković begann seine Karriere bei Napredak Kruševac. 1955 kam er zu Roter Stern Belgrad, wo er bis zu seinem Wechsel 1966 zu Borussia Mönchengladbach spielte. Mit den Rot-Weißen von Roter Stern Belgrad gewann er in den Jahren 1956, 1957, 1959, 1960 und 1964 die Meisterschaft und triumphierte auch 1958, 1959 und 1964 im Pokal. Dazu verhalfen dem zumeist als rechter Außenverteidiger eingesetzten Durković neben den Trainern Milovan Cirić und Milorad Pavić auch die Klassemitspieler Vladimir Beara, Borivoje Kostić, Branko Stanković, Dragoslav Šekularac und Branko Zebec. Im Europapokal stand er zweimal – 1958–60 mit der Belgrader Stadtauswahl und 1961/62 mit Roter Stern – im Halbfinale des Messe-Pokal. 
Im zweiten Bundesligajahr der „Fohlenelf“, 1966/67, kam der Defensivspieler an den Bökelberg zu Borussia Mönchengladbach. Trainer Hennes Weisweiler setzte in den drei ersten Rundenspielen gegen Schalke 04, 1. FC Kaiserslautern und den Hamburger SV auf den international erfahrenen Mann aus Belgrad, entzog ihm aber dann das Vertrauen und der jugoslawische Internationale kam erst wieder in den letzten sieben Rundenspielen in das Team vom Niederrhein. Er verabschiedete sich mit einem 3:1-Erfolg beim MSV Duisburg am 34. Spieltag aus Mönchengladbach und der Bundesliga. Nach zehn Bundesligaeinsätzen wechselte Durković im Sommer 1967 zu AS Saint-Étienne.
Bei den „Grünen“ vom Stade Geoffroy-Guichard konnte er unter Trainer Albert Batteux und den Mitspielern Georges Carnus, Bernard Bosquier, Aimé Jacquet, Robert Herbin, Hervé Revelli, Rachid Mekhloufi, Georges Bereta, Jean-Michel Larqué, Patrick Parizon und Salif Keïta an die Erfolge mit Roter Stern anknüpfen. Er gehörte den Meisterteams der Jahre 1968, 1969 und 1970 an und holte sich auch in den Saisons 1967/68 und 1969/70 den Coupe de France. Im Europacup schied er mit AS Saint-Étienne gegen Benfica Lissabon, Celtic Glasgow und Cagliari Calcio in den ersten Runden aus. Nur 1969/70 schaltete man überraschend den FC Bayern München aus, scheiterte aber sodann an Legia Warschau.
Im Jahr 1971 wechselte er zum FC Sion in die Schweiz. 
Insgesamt hat Vladimir Durković von 1955/56 bis 1971/72 in den jeweiligen ersten Ligen von Jugoslawien, Deutschland, Frankreich und der Schweiz 328 Spiele absolviert und dabei sieben Tore erzielt.

### Nationalmannschaft
Er spielte außerdem von 1959 bis 1966 in der jugoslawischen Nationalmannschaft, mit der an der Fußball-Europameisterschaft 1960 und der Fußball-Weltmeisterschaft 1962 teilnahm. Sein Debüt in der "Plavi" erlebte er am 11. Oktober 1959 in Belgrad bei der 2:4-Niederlage gegen Ungarn an der Seite seiner Vereinskameraden Beara und Zebec. Das Jahr 1960 brachte zwei Höhepunkte: einmal die Europameisterschaft, wo Durković sich mit seinen Kameraden gegen Portugal und im Halbfinale gegen Frankreich durchsetzen konnte und somit im Finale am 10. Juli in Paris auf die Sowjetunion traf. Mit 1:2 Toren wurde das Endspiel verloren. Am 10. September gewann er aber in Rom mit Jugoslawien das Finale bei den Olympischen Spielen mit 3:1 Toren gegen Dänemark. In beiden Finals bildete er zusammen mit Fahrudin Jusufi von FK Partizan Belgrad das Verteidigerpaar.
Auch bei der Weltmeisterschaft 1962 in Chile gehörte das Balkan-Team zu den besten Mannschaften des Turniers und erreichte den vierten Rang. Durković bestritt alle sechs Partien gegen die Sowjetunion, Uruguay, Kolumbien, Deutschland, Tschechoslowakei und Chile. Mit dem Länderspiel am 1. Juni 1966 in Belgrad gegen Bulgarien verabschiedete er sich nach 50 Einsätzen aus der Nationalmannschaft.

## Tod
Er starb im Alter von 34 Jahren, als er im Juni 1972 in Sion in der Schweiz von einem betrunkenen Polizisten erschossen wurde. Der Polizist wurde später zu neun Jahren Haft verurteilt.